# Georg Schmidt
Georg Schmidt (7 de abril de 1927 — 6 de Julho de 1990) é um ex-treinador de futebol austríaco. Ele dirigiu a Áustria na Copa do Mundo de 1982, sediada na Espanha, na qual a seleção de seu país terminou na 8ª colocação dentre os 24 participantes.